# 岡村利右衛門

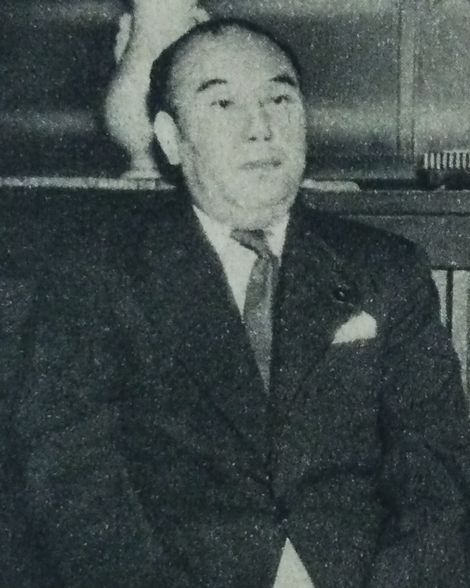
岡村利右衛門

9代 岡村 利右衛門（利右衞門、おかむら りえもん、1900年（明治33年）10月29日 - 1965年（昭和40年）12月28日）は、昭和期の実業家、政治家。衆議院議員（3期）。幼名は良守。

## 経歴
岐阜県吉城郡国府村広瀬町（国府町広瀬町を経て現高山市国府町広瀬町）で、8代利右衛門の息子として生まれる。斐太中学校（現岐阜県立斐太高等学校）を経て、1928年（大正14年）早稲田大学政治経済科を卒業。その後、アメリカ合衆国に留学し、ベイツ大学、コロンビア大学を経て、ニューヨーク大学大学院を修了しマスター・オブ・ビジネス・アドミニストレーションの学位を受けた。
逓信省嘱託、牧野良三逓信政務次官秘書官、電気協会（現日本電気協会）弁理課長を経て、1938年（昭和13年）北支那開発に転じたが、終戦により解散となり帰国。その後、さくら水産取締役社長、国富林業合名会社代表社員、飛騨輸送協力会長、岐阜県森林組合連合会長、全国森林組合連合会理事などを務めた。
1947年（昭和22年）4月の第23回衆議院議員総選挙で岐阜県第2区から日本自由党公認で出馬して初当選し、以後、第24回（民主自由党公認）、第26回総選挙（無所属）でも再選され、衆議院議員に通算3期在任した。この間、民主自由党政調会通信委員長、衆議院運輸委員長などを務めた。その後、1955年（昭和30年）2月の第27回総選挙に自由党公認で立候補したが落選した。
1965年（昭和40年）12月28日死去、65歳。死没日をもって勲三等旭日中綬章追贈、従四位に叙される。